# Melopyrrha
Melopyrrha – rodzaj ptaków z podrodziny cukrzyków (Coerebinae) w obrębie rodziny tanagrowatych (Thraupidae).

## Występowanie
Rodzaj obejmuje gatunki występujące na Antylach i Bahamach.

## Morfologia
Długość ciała 14–19 cm, masa ciała samic 10,2–45,5 g, samców 9–44,8 g.

## Systematyka

### Etymologia
Melopyrrha: gr. μελας melas, μελανος melanos „czarny”; zdrobnienie nazwy rodzaju Pyrrhula Brisson, 1760 (gil).

### Podział systematyczny
Do rodzaju należą następujące gatunki:
- Melopyrrha portoricensis (Daudin, 1800) – gilówka rdzawoczelna
- Melopyrrha grandis (Lawrence, 1881) – gilówka duża
- Melopyrrha violacea (Linnaeus, 1758) – gilówka rudobrewa
- Melopyrrha nigra (Linnaeus, 1758) – gilówka czarna
- Melopyrrha taylori E. Hartert, 1896 – gilówka szarawa